# Jean Delarge (atleet)
Jean Marie Gérard Delarge (Elsene, 27 januari 1893 - Ukkel, 24 juni 1992) was een Belgische atleet, die gespecialiseerd was in de middellange afstand. Hij nam eenmaal deel aan de Olympische Spelen en veroverde drie Belgische titels.

## Biografie
Tussen 1913 en 1919 behaalde Delarge drie opeenvolgende Belgische titels op de 800 m. In 1919 verbeterde hij het Belgische record van François Delloye naar 1.57,4. Hij nam in 1920 op dat nummer ook deel aan de Olympische Spelen van Antwerpen. Hij gaf op in de series. 
Jean Delarge was aangesloten bij Excelsior Sports Club. Hij was de broer van de atleten Gérard, Henri en Fritz Delarge.

## Belgische kampioenschappen
| Onderdeel | Jaar             |
| --------- | ---------------- |
| 800 m     | 1913, 1914, 1919 |

## Persoonlijke records
| Onderdeel | Prestatie      | Datum            | Plaats  |
| --------- | -------------- | ---------------- | ------- |
| 800 m     | 1.57,4 (ex-NR) | 7 september 1919 | Brussel |

## Palmares

### 800 m
- 1913:  BK AC - 2.09,0
- 1914:  BK AC - 2.02,6
- 1919:  BK AC - 2.01,7
- 1919: 3e in serie Intergeallieerde Spelen in Parijs
- 1920: DNF in serie OS in Antwerpen